# Callionymus moretonensis
Callionymus moretonensis là một loài cá biển thuộc chi Callionymus trong họ Cá đàn lia. Loài này được mô tả lần đầu tiên vào năm 1971.

## Phân bố và môi trường sống
C. moretonensis được tìm thấy ở ngoài khơi vùng biển phía tây bắc nước Úc, Papua New Guinea và Melanesia. Chúng sống ở độ sâu khoảng từ 124 đến 132 m.

## Mô tả
Mẫu vật lớn nhất của C. sagitta có chiều dài cơ thể được ghi nhận là 12 cm.